# Un patio andaluso
Un patio andaluso (Un patio andaluz o Pereza andaluza) è un dipinto a olio su tavola dell’artista spagnolo Julio Romero de Torres, realizzato nel 1900 circa e attualmente conservato al museo di belle arti di Cordova.

## Storia
Nel 1938, durante la guerra civile spagnola, l’Ente per il Sequestro e la Protezione del Patrimonio Artistico del governo repubblicano sequestrò l’opera all’Associazione Socialista di Madrid, come è indicato dall’etichetta situata dietro la tela. In seguito, nel dopoguerra, il dipinto passò al Servizio della Difesa del Patrimonio Artistico Nazionale, che lo trasferì nel museo cordovese, dove entrò a far parte della sua collezione permanente.
Tra il 27 aprile e l’8 settembre del 2013 Un patio andaluso fu esposto temporaneamente al museo Carmen Thyssen di Malaga per la mostra «Julio Romero de Torres: Entre el mito y la tradición».

## Descrizione
Il quadro ritrae la moglie del pittore, Francisca Pellicer y López, mentre è seduta su una sedia nel patio della sua casa. Il titolo fa riferimento a uno spazio aperto tipico delle case andaluse durante la dominazione omaiade: tali luoghi venivano decorati da fiori e piante, così come in questa tela. Quest’opera fa parte della fase luminista del pittore.